# حسین زین
حسین زین (عربی: حسين علي زين؛ زادهٔ ۲۷ ژانویهٔ ۱۹۹۵) بازیکن فوتبال اهل لبنان است.
وی همچنین در تیم‌های ملی فوتبال زیر ۲۳ سال لبنان و لبنان بازی کرده‌است.